# Suzanne (Lied)
Suzanne ist ein Lied des kanadischen Singer-Songwriters Leonard Cohen. Es wurde 1966 erstmals von der amerikanischen Folksängerin Judy Collins veröffentlicht und erschien im folgenden Jahr auf Cohens Debütalbum Songs of Leonard Cohen. Als eines der bekanntesten Lieder Cohens veranlasste Suzanne zahlreiche Musiker zu Coverversionen. Pitchfork Media führt den Song auf Platz #41 in der Liste der Top Songs of the 1960s.

## Entstehung
Der Song handelt von Suzanne Verdal, einer jungen Tänzerin, die Cohen Mitte der 1960er Jahre in dem Beatnik-Jazzclub Le Vieux Moulin in Montreal kennengelernt hatte. Die freigeistige Verdal, die zu dieser Zeit mit dem Bildhauer Armand Vaillancourt, einem Freund Cohens, liiert war, galt als Muse zahlreicher Beatniks. Sie lebte zu der Zeit in einem idyllisch gelegenen Haus am Sankt-Lorenz-Strom, wo Cohen sie im Sommer 1965 regelmäßig besuchte. Die beiden tranken chinesischen Tee mit Orangenschalen bei Kerzenschein und betrieben einen intensiven Gedankenaustausch, während sie am Fluss zur Notre-Dame-de-Bon-Secours Kapelle|Notre-Dame-de-Bon-Secours Chapel (auch Sailor’s Chapel, dt. „Seefahrer-Kirche“, genannt) spazierten. All diese Eindrücke hielt Cohen in den Zeilen fest, die er als Suzanne Brings You Down erstmals 1966 in der Gedichtsammlung Parasites of Heaven veröffentlichte.
Verdal berichtete später von einer rein platonischen, fast spirituellen Liebesbeziehung. Die Liedzeile “For you’ve touched her perfect body with your mind” lässt zwar auf eine unerwiderte Leidenschaft Cohens schließen, doch bleibt es unklar, ob das Lied als Liebeserklärung gedacht war. Eine längerfristige Beziehung entstand jedenfalls nicht, nur kurze Zeit später verließ Suzanne Verdal Montreal. Sie erfuhr erst später von dem Gedicht, das Cohen mittlerweile auf Drängen der Folksängerin Judy Collins vertont hatte. Collins übernahm den Song 1966 für ihr Album In My Life. Im Juli 1967 sang Cohen das Lied zum ersten Mal im New Yorker Central Park gemeinsam mit Collins. Im selben Jahr erschien Suzanne schließlich auf seinem Debütalbum Songs of Leonard Cohen. Neben Hallelujah gilt Suzanne als Leonard Cohens am häufigsten gecovertes Werk.
Suzanne Verdal lebt heute im kalifornischen Santa Monica. 2011 wurde sie für die Filmdokumentation Girls in Popsongs von Markus Heidingsfelder interviewt. Dabei sagte sie, dass sie nach einigen kurzen, eher oberflächlichen Begegnungen in der Vergangenheit keinen Kontakt mehr zu Cohen habe.

## Struktur
In der Album-Version von 1967 (Songs of Leonard Cohen) wird das Lied von Cohen im Sprechgesang vorgetragen, begleitet von einer einfachen Akkordfolge im 3/4-Takt auf Akustikgitarre (E – Esus4 für das Intro, später folgt ein Arpeggio aus E und Fis-Moll (kurz F#m) und einem Wechsel auf G#m – A) sowie Taktwechseln auf 2/4 und 4/4. Im Verlauf des Liedes stimmen Backing Vocals der Gruppe Kaleidoscope mit ein, die auf dem Album als Begleitband fungierte.

## Coverversionen
Suzanne wurde von zahlreichen Solokünstlern und Musikgruppen wie beispielsweise Tori Amos, Joan Baez, Nick Cave, Fairport Convention, Fabrizio de André (italienisch), Neil Diamond, The Flying Lizards, Peter Gabriel, Françoise Hardy, Pauline Julien (französisch), Nana Mouskouri, Václav Neckář (tschechisch), Nina Simone, Bruce Springsteen, Tangerine Dream, Suzanne Doucet (deutsch), Pearls Before Swine oder Herman van Veen, Graeme Allwright und Howard Carpendale gecovert.